# Chatham Harbour

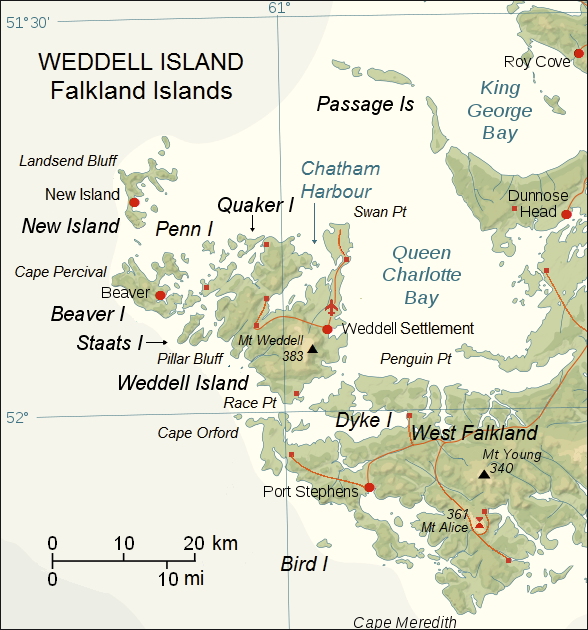
Karte der Weddell Island mit Chatham Harbour

Chatham Harbour (früherer Name States Bay, spanisch Puerto de San Joseph, Puerto de San José) ist eine kleinere Bucht, die Weddell Island durch ihre prägnante Form fast einmal in der Mitte durchschneidet und damit den zentralen Teil der Weddell Island, die zu der Inselgruppe der Falklandinseln gehört, umgibt.
Die 3 km breite Bucht erstreckt sich 5 km in südöstlicher Richtung. States Cove an der Südostseite des Chatham Harbour bildet die Mündung der Bucht in den Atlantik. Die Mündung ist zentriert auf 51° 50′ 15″ S, 60° 54′ 15″ W.
Im Chatham Harbour findet man an der sogenannten Bald Road eine Anlegestelle für kleinere Boote.

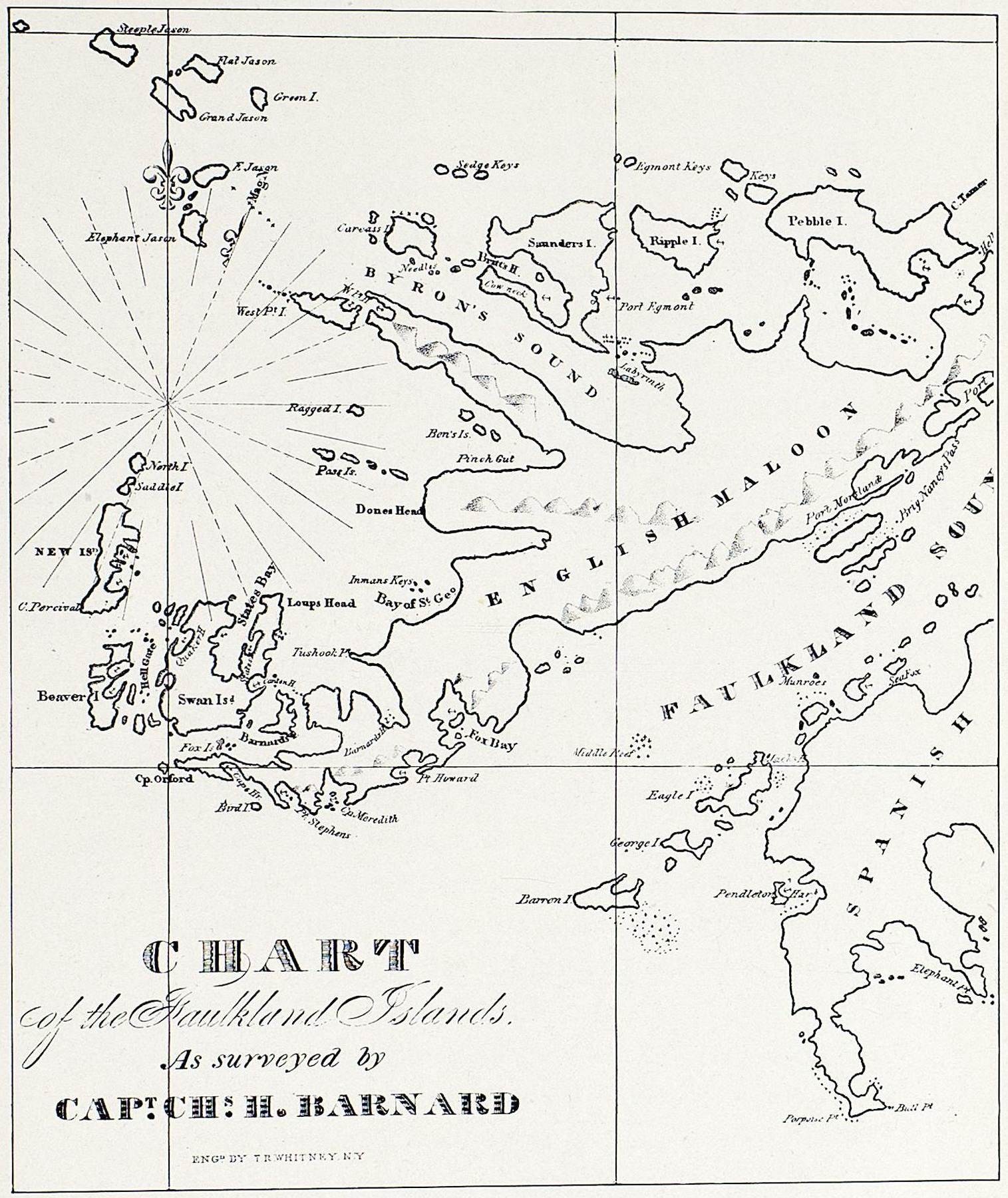
States Bay und Swan Island (heute Chatham Harbour und Weddell Island) auf einer Karte der Falklandinseln von dem Kartographen Charles Barnard aus der Zeit vor 1829